# Seseli quinquefolium
Seseli quinquefolium är en flockblommig växtart som beskrevs av Wilibald Swibert Joseph Gottlieb von Besser och Schult.. Seseli quinquefolium ingår i släktet säfferötter, och familjen flockblommiga växter. Inga underarter finns listade i Catalogue of Life.